# 南沙拟捻螺
南沙拟捻螺（学名：Acteocina nanshaensis）为拟捻螺科拟捻螺属的动物，是中国的特有物种。

## 型態描述
如同其他拟捻螺属物種，贝壳微小型，呈米粒狀的卵圆—筒柱形。

## 分佈
目前只見於南沙群岛。属于暖水性种类。其多栖息于深海底。